# 파일린주

파일린 주

파일린주(크메르어: ក្រុងប៉ៃលិន)는 캄보디아 서부에 위치한 주로, 태국과 국경을 맞대고 있다. 인구는 70,482명(2008년 기준)이며 면적은 803km2, 인구밀도는 87.8명/km2이다. 파일린은 크메르 루주의 대표적인 활동 거점 지역이었다.